# Élesmes
Élesmes ist eine französische Gemeinde im Département Nord in der Region Hauts-de-France. Sie gehört zum Kanton Maubeuge im Arrondissement Avesnes-sur-Helpe. Die Bewohner nennen sich Élesmois oder Élesmoises.

## Geografie
Die Gemeinde Élesmes liegt fünf Kilometer nordöstlich von Maubeuge und ist vier Kilometer von der Grenze zu Belgien entfernt. Das Siedlungsgebiet befindet sich auf ca. 129 Metern über dem Meer. Élesmes grenzt im Nordosten an Vieux-Reng, im Osten an Boussois, im Süden an Assevent, im Südwesten an Maubeuge, im Westen an Mairieux und im Nordwesten an Bersillies. Die Gemeinde hat einen Anteil am Flugplatz „Aérodrome de Maubeuge-Vieux-Reng-Élesmes“.

## Bevölkerungsentwicklung

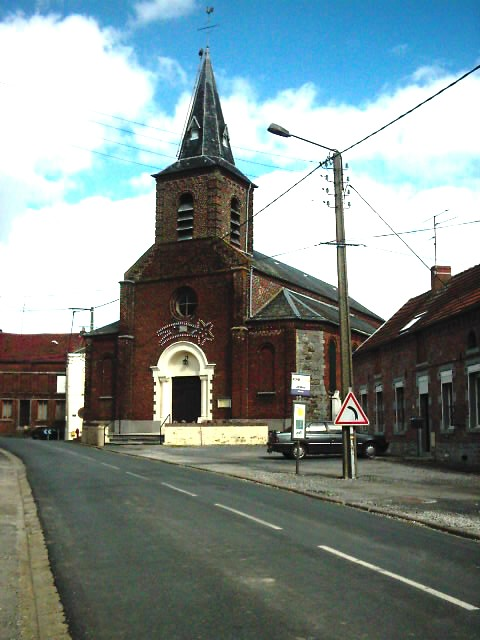
Kirche Saint-Martin

| Jahr                       | 1962 | 1968 | 1975 | 1982 | 1990 | 1999 | 2008 | 2013 | 2020 |
| Einwohner                  | 583  | 631  | 699  | 796  | 855  | 852  | 879  | 961  | 998  |
| Quellen: Cassini und INSEE |      |      |      |      |      |      |      |      |      |